# Eugen Schnekenburger
Eugen Schnekenburger (* 9. März 1850 in Tuttlingen, Königreich Württemberg; † 19. August 1905 ebenda) war Abgeordneter im württembergischen Landtag als Vertreter des Oberamts Tuttlingen (Schwarzwaldkreis).

## Politische Karriere
Eugen Schnekenburger arbeitete als Apotheker in Tuttlingen. Er war Mitglied der Deutschen Partei. Mit der Wahl 1900 wurde er als Nachfolger von Johannes Storz Abgeordneter des Landtags. Seine Amtszeit endete mit seinem Tode. Nachfolger wurde Christian Storz.
Schnekenburger war von 1901 bis 1904 Mitglied und zweiter Vorstand der Petitionskommission, ab 1904 Mitglied der gemeinschaftlichen Kommission für die Leitung der Staatsschuldenverwaltung und ab Juli 1905 Mitglied der Verfassungskommission.